# ویرادک کوتنی
ویرادک کوتنی (تایلندی: วีระเดช โค๊ธนี؛ زادهٔ ۱۰ مهٔ ۱۹۷۹) ورزشکار شمشیربازی اهل آلمان است.
وی همچنین برندهٔ جوایزی همچون برگ بوی نقره‌ای شده‌است.
وی در مسابقات کشوری و بین‌المللی در مجموع برندهٔ ۲ مدال برنز شده‌است.